# Charles Webster Hawthorne

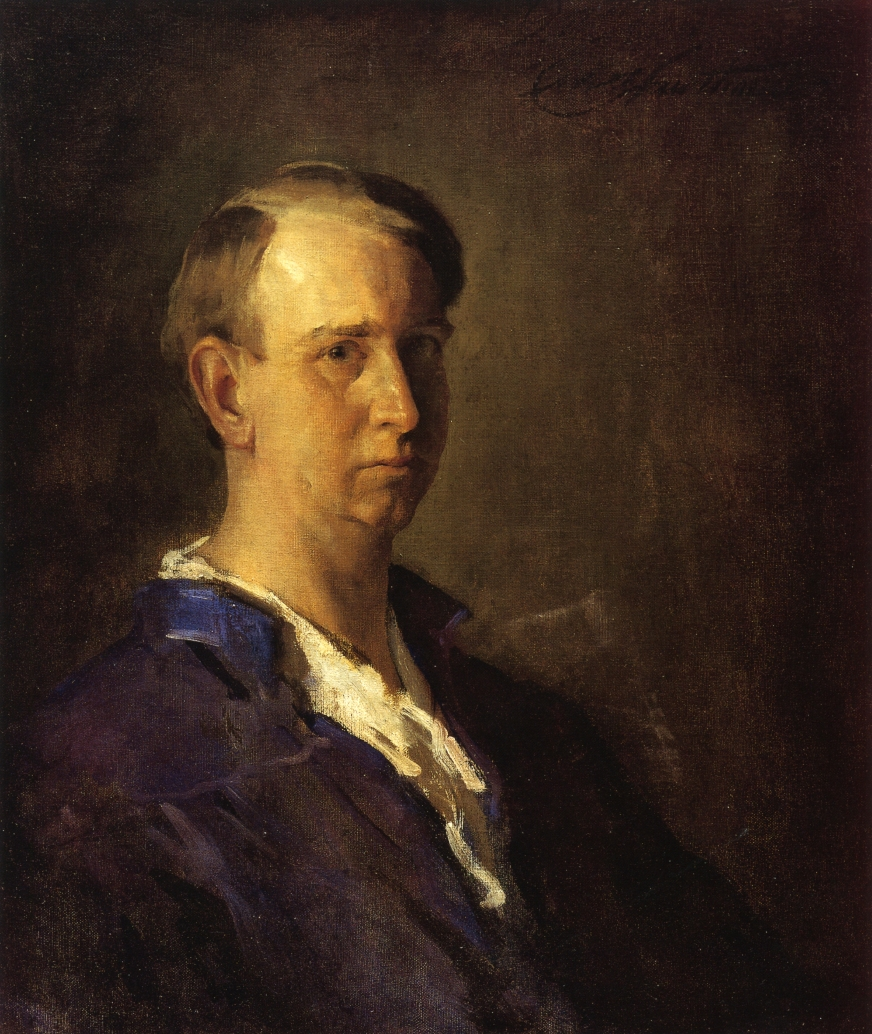
Hawthorne, zelfportret

Charles Webster Hawthorne (Richmond, Maine, 8 januari 1872 – Baltimore, 29 november 1930) was een Amerikaans kunstschilder. Hij maakte vooral portretten, maar ook genrewerken en landschappen, in meerdere stijlen, zich vaak bewegend tussen realisme en impressionisme. 

## Leven en werk
Hawthorne groeide op in Maine en vertrok in 1890 naar New York. Hij kwam aan de kost als werknemer in een glas in lood-fabriek en volgde in de avonduren cursussen bij Henry Siddons Mowbray en de school van William Merritt Chase. Rond 1895 maakte hij samen met Chase een studiereis naar Europa en verbleef met name in Nederland en Italië. Hij werd sterk beïnvloed door de Hollandse meesters, met name door Frans Hals, maar ook door de Italiaanse renaissance-schilders als Giorgione en Titiaan.

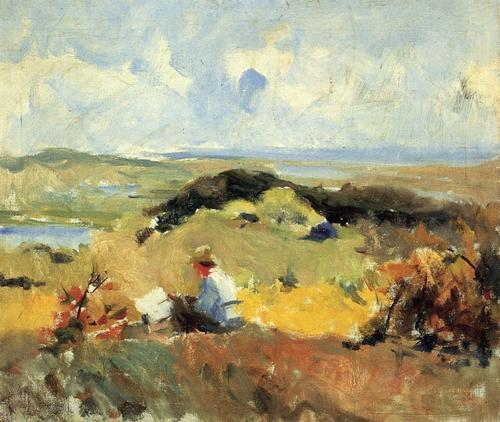
Artist En Plein Air

Terug in Amerika vervolgde Hawthorne zijn studies aan de National Academy of Design en de Art Students League in New York. Hij werkte in wisselende stijlen. Met name in zijn vroege periode zijn invloeden te onderkennen van Hals, Velasquez en Manet, kort na 1900 ook van de realistische Ashcan School, maar zijn belangrijkste leermeester bleef toch William Merritt Chase, met zijn impressionistische werkwijze. De rode lijn door zijn werk wordt bepaald door zijn sterk figuratieve manier van werken, met veel aandacht voor licht en een rijk kleurgebruik. Hij schilderde landschappen en genrewerken, maar maakte uiteindelijk vooral naam als portretschilder, waarbij zijn bewondering voor het estheticisme van James McNeill Whistler duidelijk zichtbaar is.
Onder invloed van Chase begon Hawthorne in 1899 een eigen zomerschool op Cape Cod, de 'Cape Cod School of Art', waar hij tot aan zijn dood dertig jaar later veel jonge kunstenaars opleidde in het schilderen 'en plein air'. Hij werd geroemd als kritisch leermeester en viel vooral op door zijn gedreven doceerstijl, waarbij hij zijn leerlingen vooral aanspoorde om vanuit het eigen gevoel een persoonlijke stijl te ontwikkelen. Zijn school werd onder andere bezocht door John Noble, Richard E. Miller, Max Bohm, Norman Rockwell en William Johnson. 
Zelf werkte Hawthorne veel in Provincetown, waar hij een studio had, terwijl hij in de winters vaak verbleef in New York en Parijs. Hij was medeoprichter van de Provincetown Art Association en lid van de Parijse Société Nationale des Beaux-Arts.
Hawthorne overleed in 1930, 58 jaar oud. Zijn werk is onder andere te zien in het Metropolitan Museum of Art en het Brooklyn Museum te New York, de Rhode Island School of Design, de Albright-Knox Art Gallery in Buffalo, het Museum of Fine Arts te Boston en het Detroit Institute of Arts.

## Portretten

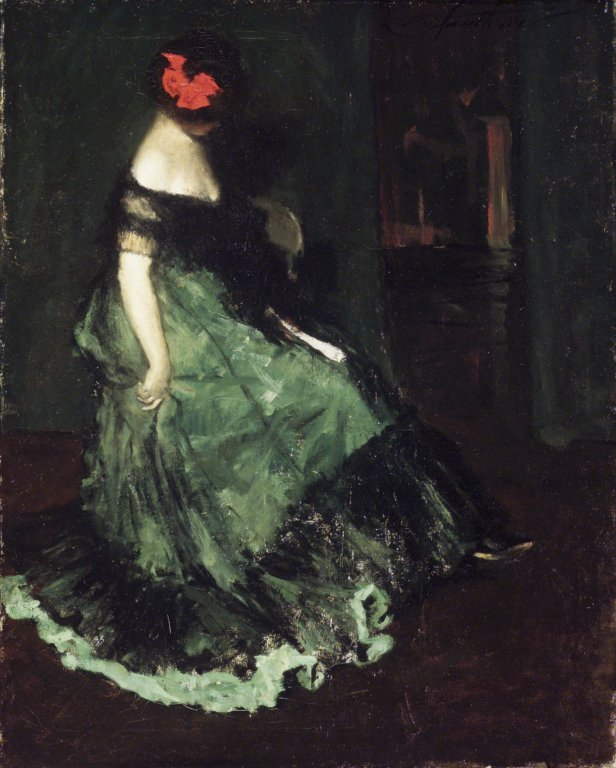
The Red Bow
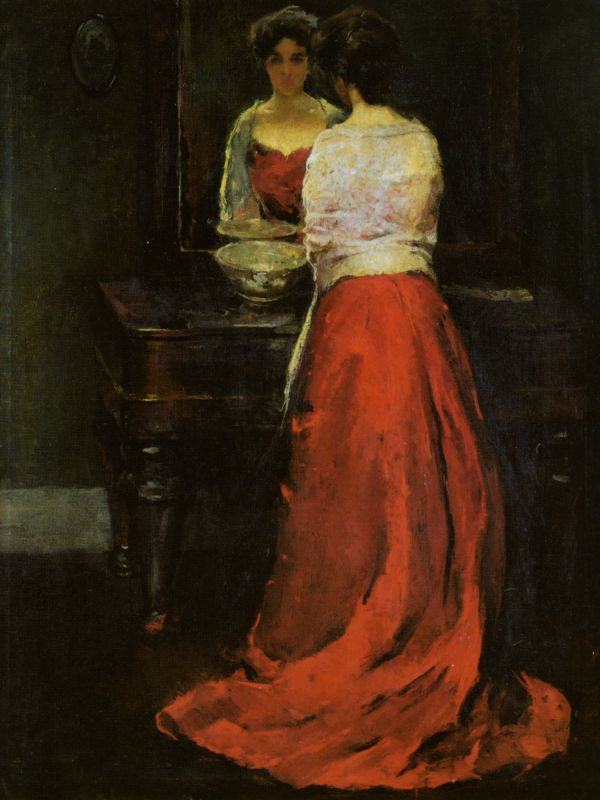
Lady in Red
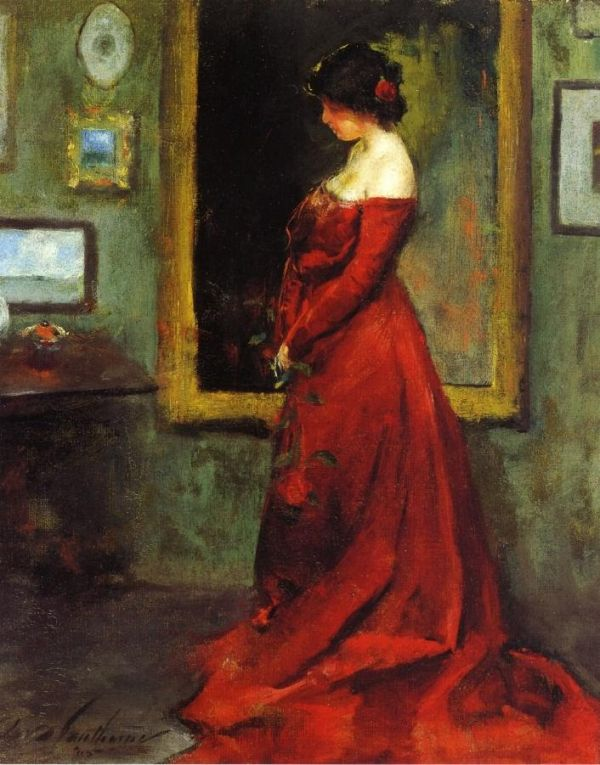
The Red Gown
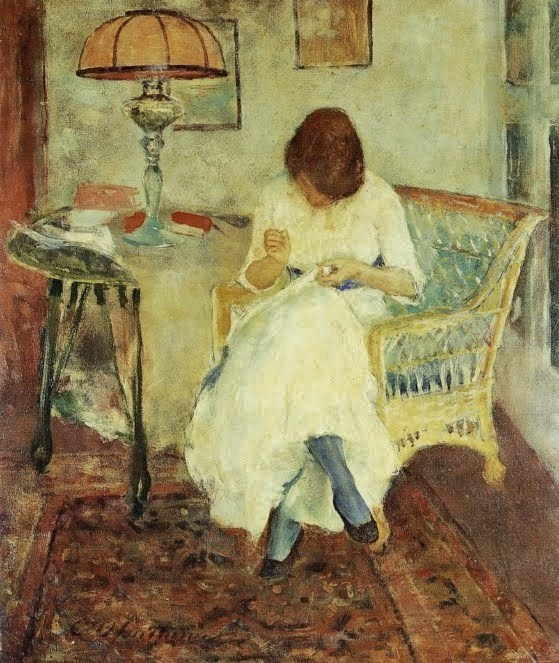
Girl Sewing
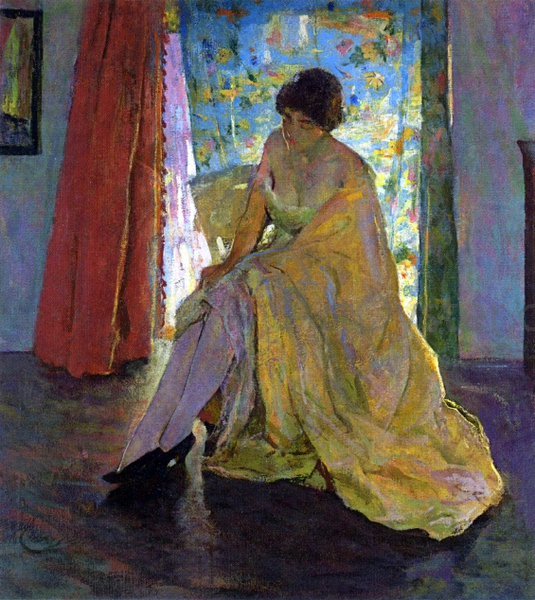
Impressionist Figure
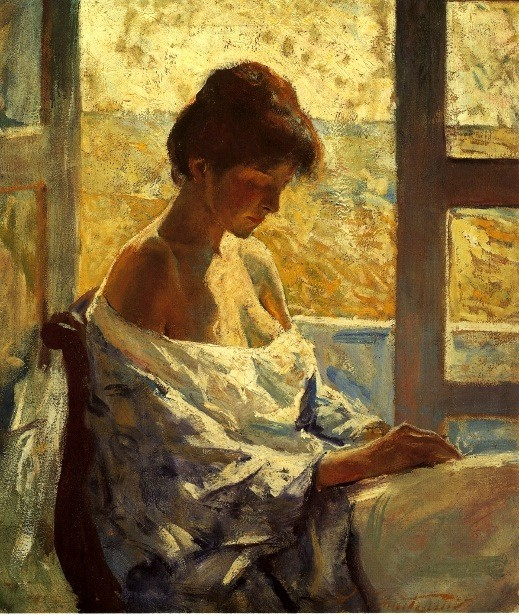
Woman Sewing
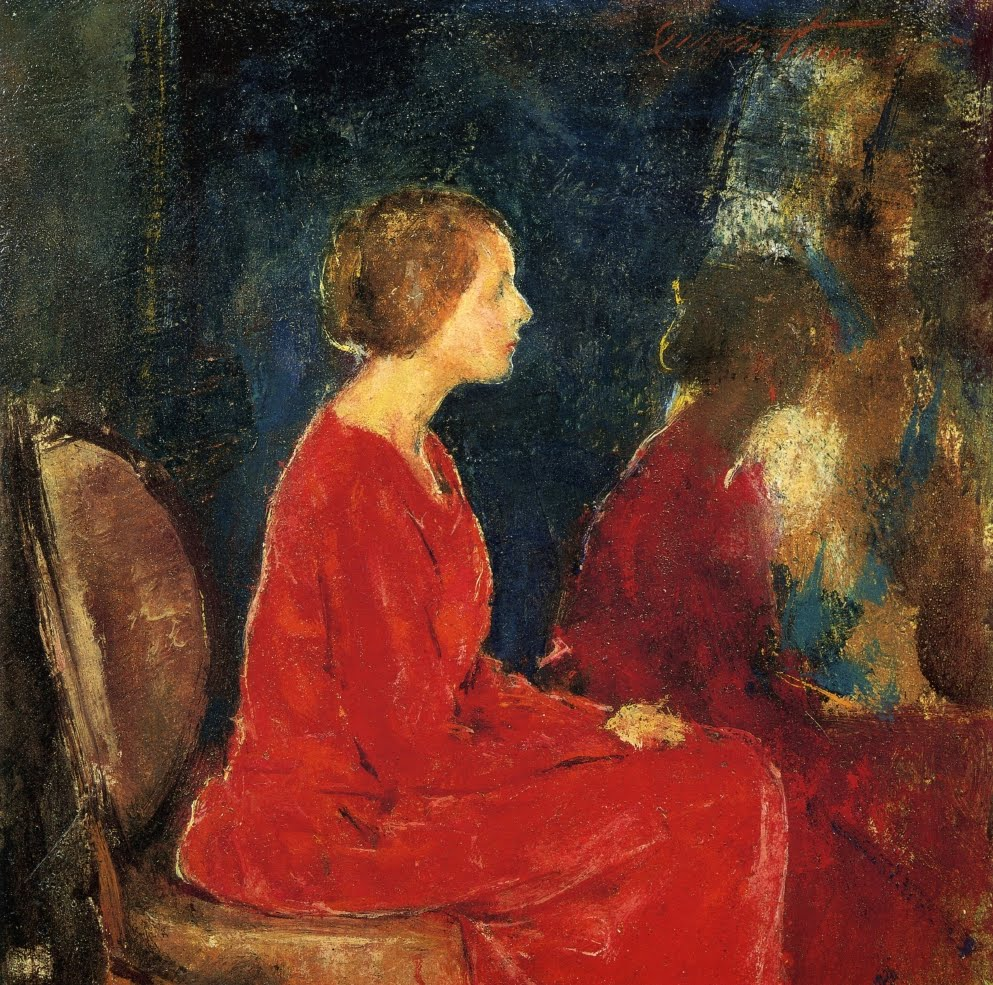
The Red Dress
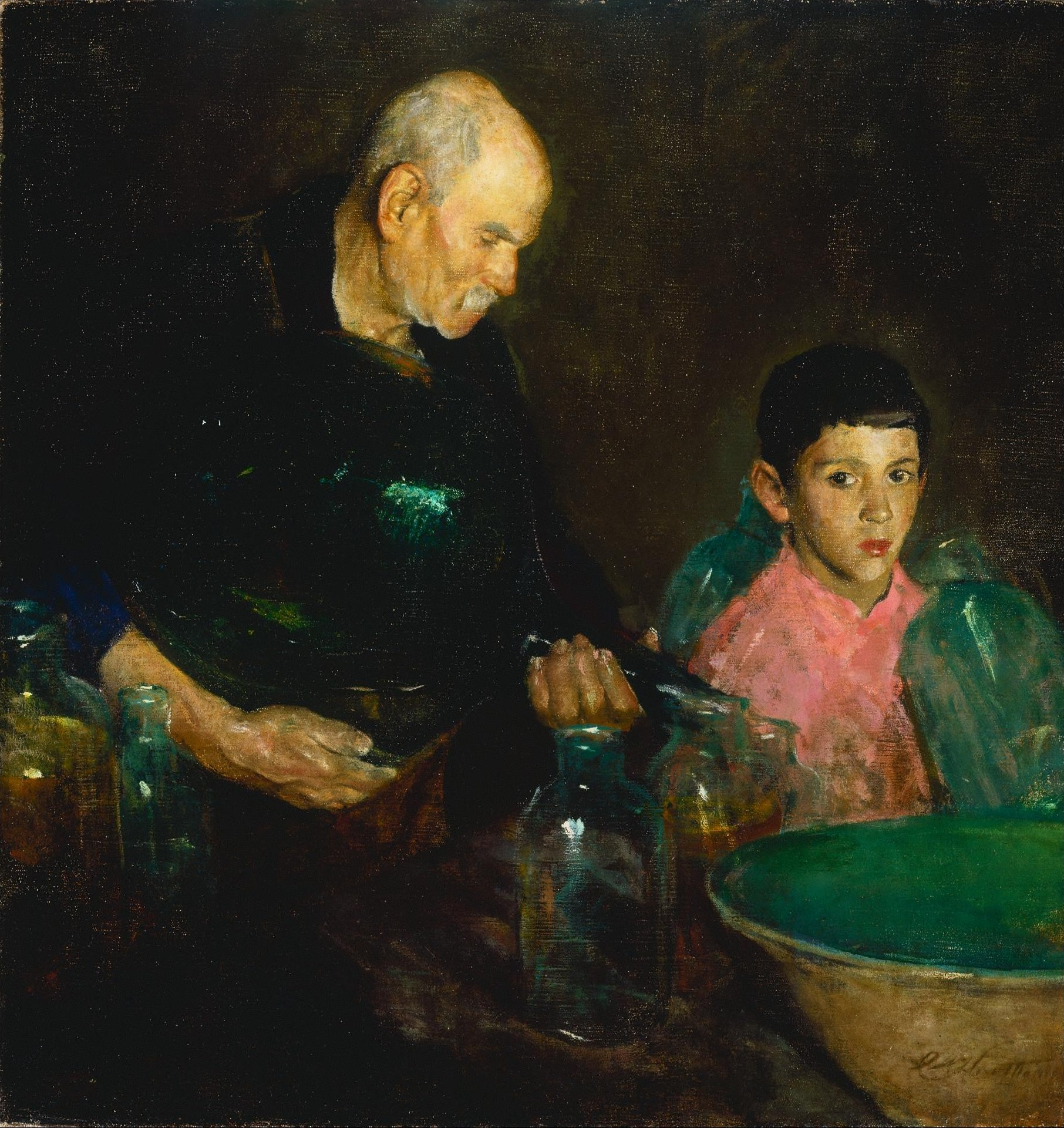
Refining Oil
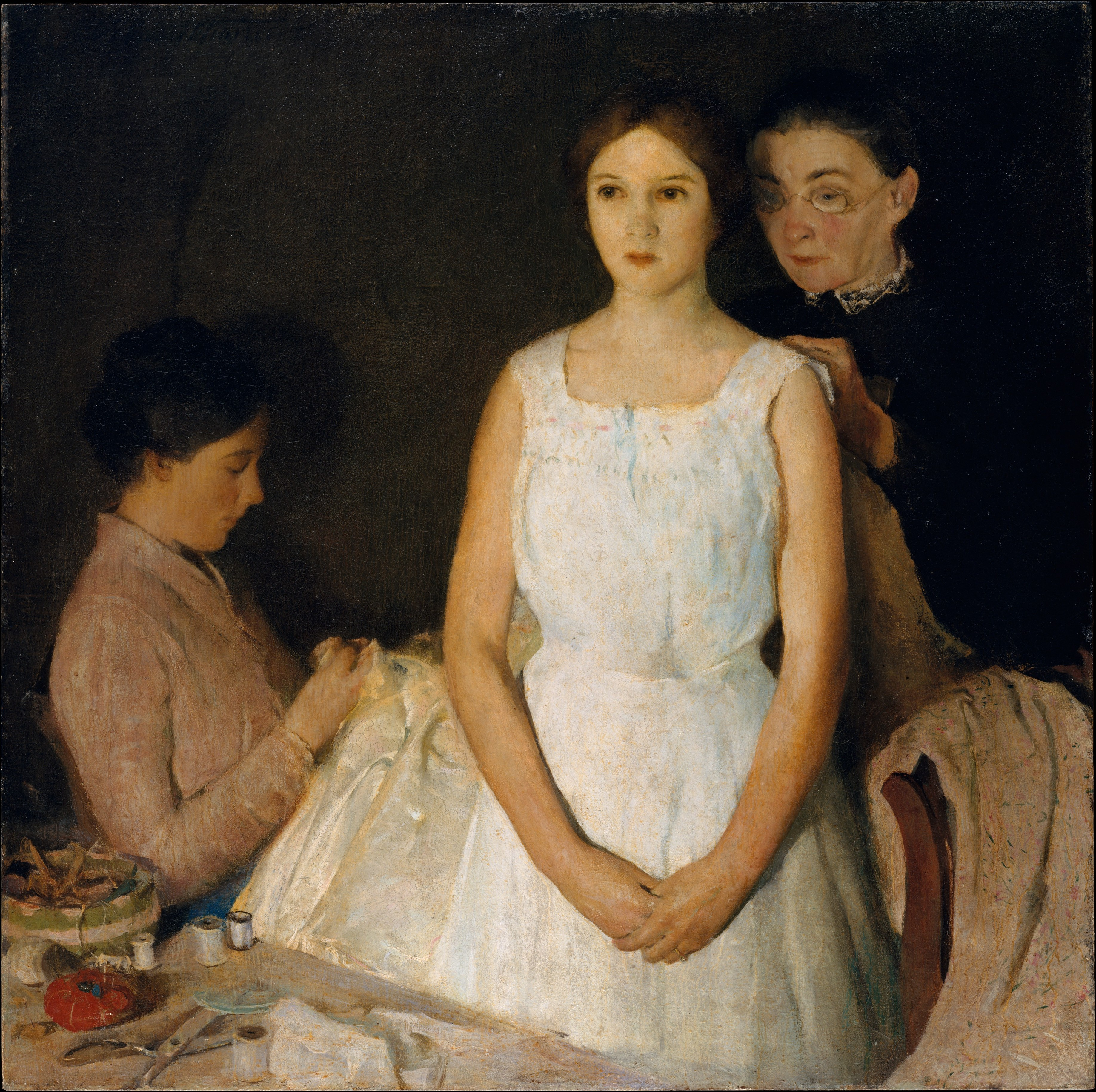
The Trousseau
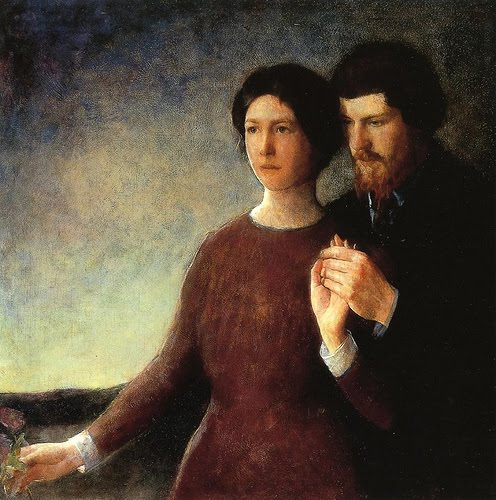
The Lovers